# Radoboj
Radoboj falu és község Horvátországban Krapina-Zagorje megyében. Közigazgatásilag Bregi Radobojski, Gorjani Sutinski, Gornja Šemnica, Jazvine, Kraljevec Radobojski, Kraljevec Šemnički, Orehovec Radobojski és Strahinje Radobojsko tartozik hozzá.

## Fekvése
Krapinától 4 km-re keletre a Strahinjčica-hegység déli lejtőin fekszik.

## Története
Határában vaskori csontvázas és urnás temetkezéseket tártak fel. A római korban itt vezetett át a Krapina felől Varasd irányába vezető kereskedelmi út. Az út jelentős forgalmát az itt talált vaskori görög aranypénz lelet is igazolja, melyen Pallas Athéné és Niké feje látható. A települést és plébániáját „Radboa” néven 1334-ben a zágrábi káptalan helyzetéről írott jelentésben említik először. Az egyházi vizitáció 1693-tól említi. A középkorban Radoboj plébániájához tartozott Jesenje, Mala Gora és Popovec is. Kegyurai  a Keglevichek, az Erdődyek, a Moskonok és a Sermage-ok voltak.
A falu életében jelentős változást okozott, amikor határában 1811-ben kéntelepeket fedeztek fel. Nem sokkal később szenet is találtak. A kénnek, ennek az Európában ritka ásványnak a kitermelése csakhamar megindult. 1865-ig a kincstár bányászta, ekkor azonban egy magántársaság vette bérbe, amely évenként átlag 60 000 kilogramm tiszta ként állított elő. A termelés csak a második világháborút követően maradt abba. Iskolája 1833-ban nyílt meg először, de később a fenntartás nehézségei miatt bezárták. A tanítás 1835. október 5-én indult újra 33 tanulóval, első tanítójuk Franjo Ruppnigg volt. 1900-ban új iskolaépületet emeltek, melyet 1905-ben tanítói lakással bővítettek. A mai iskolaépületben 1969-ben indult meg a tanítás.
1857-ben 1115, 1910-ben 1664 lakosa volt. A falu Trianonig Varasd vármegye Krapinai járásához tartozott. 
2001-ben 1295 lakosa volt.

## Nevezetességei
- A falu a 10 millió évvel ezelőtti flóra és fauna fosszilis maradványainak lelőhelye. A maradványok közül több jelentős lelet ma Zágráb, Bécs és London múzeumait gazdagítja. Az itt talált fosszilis szőlő maradványok kora több mint 12 millió év, amely a maga nemében a legrégibb a világon. Jelentős kénbányái és kénes forrásai is vannak.
- Határában az erdőben a „Podstenje” nevű helyen őskori nekropolisz található. Tizenegy őskori halomsír található itt, melyek mérete 8-14 méter, magassága pedig mintegy 1,5 méter. Ez a Krapina - Zagorje megyében egyedülálló nekropolisz az itt található régészeti anyag tipológiai tulajdonságai alapján a korai vaskorra (Hallstatt-kultúra) keltezhető.[2]
- A Szentháromság tiszteletére szentelt plébániatemploma a 14. században már állt, első említése 1334-ben történt. Az eredetileg gótikus templomot 1752-ben barokk stílusban építették át. A templom a falu központjától nem messze, a völgyben található. A középkori periódusból csak csillagboltozattal rendelkező sokszögű szentély maradt meg, amely az országban valószínűleg a legrégebb óta fennmaradt ilyen típusú boltozat. A bordák profilja a 15. század elejének felel meg. A barokk átépítés során az északi kápolnában a templom értékes barokk oltárt, egy kissé később pedig új főoltárt is kapott.[3]
- A plébánia kétszintes, téglalap alaprajzú épülete a Szentháromság plébániatemplom felett, egy dombon található. Az épület építése 1778-ban kezdődött, és csak 1829-ben fejeződött be. A földszint és az első emelet belső tere hasonló. A tágas előcsarnok az északi oldalon épített lépcsővel, valamint a déli és a nyugati oldalon található szobákkal rendelkezik. Az egykori palota az első emeleten található. Az épület külseje a nyugati oldalon maradt fenn a legjobban. Egyszerű és harmonikus, késő barokk jellegű épület.[4]
- A Lourdes-i Szűzanya tiszteletére szentelt kápolna 1899-ben épült.
- Gorjani Sutinski Szent Jakab tiszteletére szentelt gótikus kápolnája a kutatások szerint 12. századi eredetű, mai formáját a 18. században, 1766-ban nyerte el.

## Híres emberek
Itt született 1893. augusztus 5-én August Košutić prominens horvát parasztpárti politikus.

## Külső hivatkozások
- Radoboj község hivatalos oldala
- Az alapiskola honlapja
- A horvát Zagorje turisztikai honlapja